# Tindaro (nome)
Tindaro  è un nome proprio di persona italiano maschile.

## Varianti
- Maschili: Tindario[2], Tindareo[2]
- Femminili: Tindara[1][2], Tindaria[2], Tindarea[2]

## Origine e diffusione

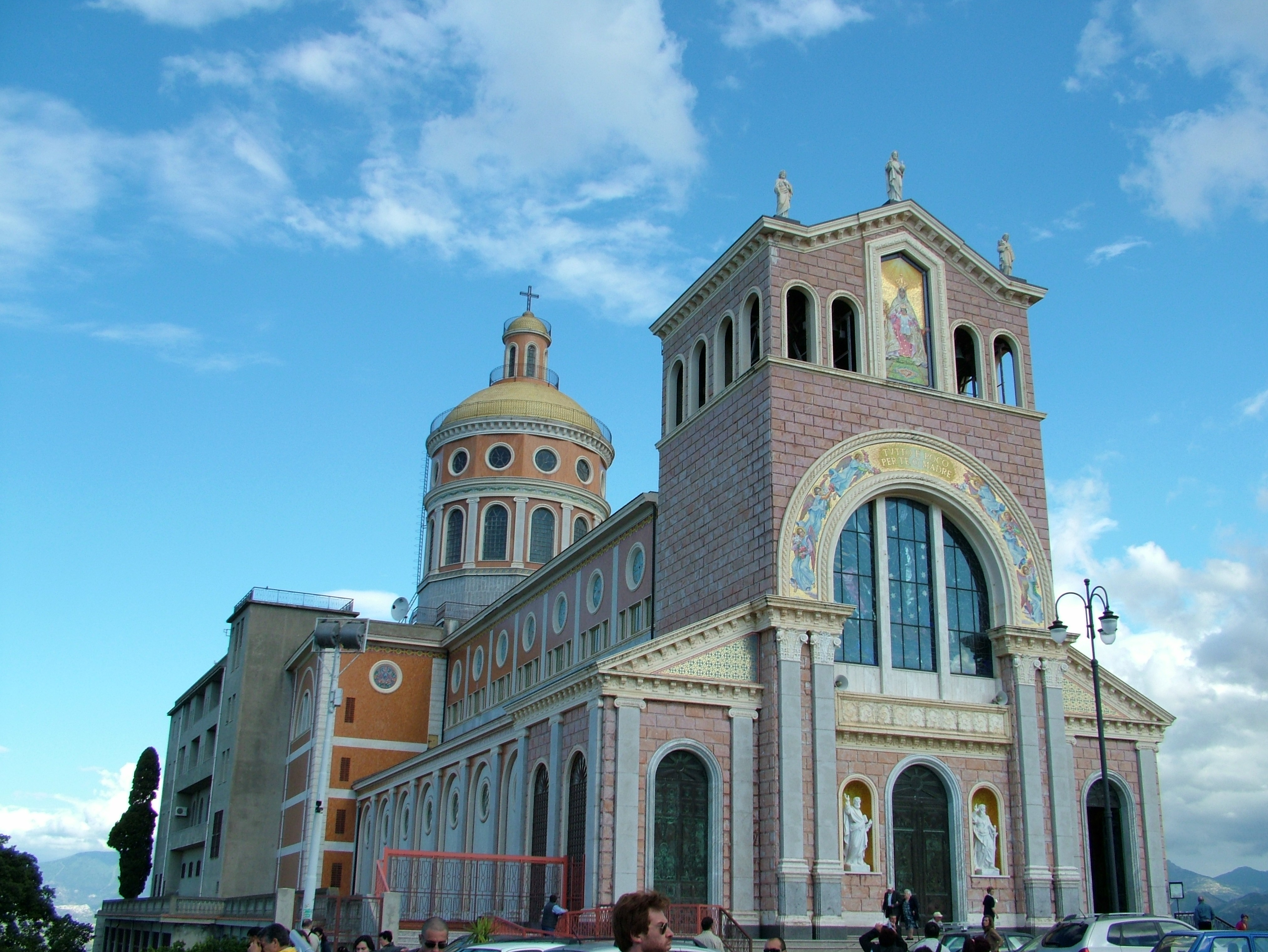
Il santuario di Tindari

Diffuso in modo particolare nel messinese, riflette il culto per la Madonna Nera del Santuario di Tindari. La località, frazione del comune messinese di Patti, trae il suo nome dalla preesistente colonia greca di Tyndaris, così nominata in onore del leggendario re di Sparta Tindaro (in greco Τυνδάρεως, Tyndareos), sebbene la ragione di questo collegamento non sia nota); in alcuni casi, può anche richiamare direttamente il personaggio mitologico.
Secondo dati pubblicati negli anni 1970, del nome si contavano circa millesettecento occorrenze, più altre millecinquecento circa della forma femminile.

## Onomastico
Si festeggia l'8 settembre, in occasione della festa in onore della Madonna Nera di Tindari.

## Persone
- Rosario Tindaro Fiorello, presentatore e cantante italiano

### Variante Tindara
- Maria Tindara Buzzanca, allenatrice di pallacanestro ed ex cestista italiana
- Maria Tindara Gullo, politica italiana

## Il nome nelle arti
- Tindaro è un personaggio del Decameron di Giovanni Boccaccio e di varie opere da esso tratte, fra cui il film del 2007 Decameron Pie.